# Дуглас (ЮАР)
Дуглас (англ. Douglas) — сельскохозяйственный город, расположенный в Пиксли-ка-Семе, Северо-капской провинции, ЮАР примерно  в 15 км от слияние рек Оранжевая и Вааль. Он был основан в 1848 году как миссионерская станция и назван в честь генерал-лейтенанта и вице-губернатора Капской колонии Перси Дугласа. Получил свой статус как города в 1914 году.

## История
Поселение было основано в 1848 году лондонским миссионерским обществом на ферме Бэкхаус. В 1914 году город получил свой официальный статус.

## География
Дуглас находится в 100 км к юго-западу от Кимберли и соединён дорогой R357. Город находится на высоте 1030,22 метра, среднегодовая температура составляет 25,23 °C. Также Дуглас находится в зоне субтропического климата.

## Демография
В 2011 году в городе проживало 20 083 человека, плотность населения составляла 232 человека на квадратный метр.

## Экономика
Дуглас известен дичью, крупным рогатым скотом, овцами и ирригационным земледелием, Оранжевая также даёт возможности для рыболовства. Также город привлекает туристов, в городе находится крупнейшая ферма рогатого скота Бэкхаус, в 14 км от города расположен природный заповедник Ди Нойс. Город имеет своё производство столовых и десертных вин, основанное в 1968 году.

## Известные люди
- Йонкер, Ингрид